# Kalmar synagoga
Synagogan i Kalmar var en synagoga på Storgatan 70 i centrala Kalmar, som invigdes 1928, i en fastighet ägd av den judiske köpmannen i staden Sigismund Levin. Eftersom synagogan uppfördes i en judiskt ägd fastighet kunde rummet anpassas för gudstjänstbruk, med bland annat kvinnoläktare, till skillnad från många andra mindre judiska församlingars synagogor vilka hyrde lokaler.
Dess sista gudstjänst firades 1972. Därefter upphörde verksamheten, eftersom det inte längre fanns en minjan som kunde upprätthålla gudstjänstlivet. Själva synagogan fanns dock kvar ända tills dess inventarier flyttades till en synagoga i Bet She'an i norra Israel 1992. Under tiden fram till dess stod Kalmar kommun för lokalhyran, mot att synagogan visades för skolklasser och andra grupper.